# WCW Magazine
WCW Magazine (in precedenza NWA/WCW Wrestling Wrap-Up) è stata la rivista ufficiale della federazione di wrestling statunitense World Championship Wrestling (WCW).
La particolarità di tale rivista era quella di non rompere quasi mai la kayfabe, ovvero di riportare ciò che accade nel corso degli spettacoli come se non fosse predeterminato.

## Storia editoriale
Nata nel 1989 come NWA/WCW Wrestling Wrap-Up con redattore capo Dennis Brent, nel 1991 la rivista fu rinominata WCW Magazine con un rilancio in grande stile grazie all'acquisizione della compagnia da parte del gruppo di Ted Turner. Dal 1991 al 1994 fu pubblicata dalla London Publishing Enterprises, società sussidiaria della Kappa Publishing. Nel periodo 1995-1999 fu pubblicata e curata da Colin Bowman. Dal 1999 al 2001 gli ultimi numeri furono pubblicati internamente dalla WCW. Nel 2001 la rivista cessò di esistere a seguito del fallimento e conseguente acquisizione della World Championship Wrestling da parte della WWE. WCW Magazine includeva resoconti dei pay-per-view WCW, articoli su particolari wrestler o rivalità tra di essi, rubriche fisse come Gordon Solie Remembers, calendari, poster e una sezione dedicata ai gadget della federazione.